# サンディ・サドラー
サンディ・サドラー（Sandy Saddler、本名ジョゼフ・サドラー (Joseph Saddler)、1926年6月23日 - 2001年9月18日）は、アメリカ合衆国の元プロボクサー。マサチューセッツ州ボストン出身。身長174cm。元世界フェザー級王者。通算103KO勝ち。

## 来歴
ニューヨークのハーレムで育つ。アマチュアから1944年プロデビュー。海外遠征を繰り返して腕を磨き、KOの山を築く。1948年10月29日、ニューヨークで史上最高の技巧派の誉れ高いウィリー・ペップを4回KOに破り、世界フェザー級王座獲得。翌年2月11日の再戦は、ペップの徹底したアウトボクシングに15回判定負けで雪辱を許したが、1950年9月8日、ラバーマッチでは8回KO（ペップが肩の脱臼により棄権）に仕留め王座奪還。翌年9月26日の4度目の対決でも9回KO（ペップの眼の負傷による棄権）と返り討ち、宿敵ペップとの因縁に遂に決着を付けた。このペップとの一連の試合、殊に第4戦は、反則技の応酬が続く歴史に残るダーティ・ファイトとして知られている。
この王座は2度防衛。2度目の防衛戦ではフィリピンの英雄フラッシュ・エロルデと対戦。挑戦者のスピードと技巧に苦しんだが、結局13回KOで退けている。
1955年7月8日には金子繁治との対戦のため来日、6回TKOで勝利した。
通算103KOという記録を残したにもかかわらず、サミング、バッティング等の反則も辞さないラフなスタイルと、ノンタイトル戦での取りこぼしが多かったことが災いしてか、ベテラン専門家からの評価は決して高いとは言えなかったが、174cmの長身、両手を前に出して構える独特のフォームから繰り出す強烈かつ多彩な左強打、抜群の攻撃的センスと、異常とも言えるタフネスを併せ持ったチャンピオンとして、近年再評価が進んでいる。
交通事故で眼を痛め、1957年にチャンピオンのままでの引退を余儀なくされた。晩年は不遇で、アマチュアにボクシングを教え生計を立てていたという。

## 通算戦績
162戦144勝（103KO）16敗2引分け